# Ultraviolence (альбом)
Ultraviolence (укр. «Ультранасилля») — третій студійний альбом американської співачки Лани Дель Рей, що вийшов на лейблах Interscope і Polydor 13 червня 2014 року. Спочатку, після випуску попереднього альбому, Born to Die, Лана не планувала працювати над новою музикою. Однак до листопада 2013 року вона все ж зібрала матеріал і розпочала запис майбутньої платівки, виступивши також у ролі продюсера. Коли процес запису закінчився, співачка познайомилася з Деном Ауербахом із рок-гурту The Black Keys. Разом вони вирішили повністю змінити стиль Ultraviolence та перезаписати більшу частину пісень, чим вони й займалися до кінця зими 2013-2014 року у Нашвіллі. Таким чином, Ауербах став основним продюсером альбому.

## Історія створення

### Фон та виробництво
До листопада 2013 року у Лани Дель Рей назбиралося трохи її матеріалу: спочатку у неї народжувалися мелодії, а потім підбиралися слова. Співачка хотіла працювати з італійським композитором і продюсером Джорджо Мородером, Лана зіграла йому 8 пісень, але в підсумку орендувала нью-йоркську студію свого давнього друга Лі Фостера, студія Electric Lady, і самостійно почала продюсувати альбом. Дель Рей допомагали гітарист із концертної групи Блейк Стренетен і сесійний ударник Максиміліан Вайссенфельдт. Першими вони зробили «Pretty When You Cry» і демо-версію «Cruel World». Для створення платівки доклав зусиль і Рік Ноуэлс, який є співавтором кількох пісень з Born to Die. Через п'ять тижнів альбом був завершений і налічував в собі 11-13 треків. У грудні Дель Рей зустрілася, в стрип-клубі Riviera Gentleman в Куінсе, з Деном Ауербахом із The Black Keys, який тоді був з Supernova, Рей Ламонтейн, у Нью-Йорку. Всі вони «зависали разом» і говорили про музику. Ауэрбах зрозумів, що у них з Ланою є багато чого спільного, і запросив її у свою студію Easy Eye в Нашвілі, Теннессі. В свою чергу Дель Рей підкреслила: 
|  | Знайомство з ним виявилося своєрідним каталізатором процесу. Я знала, що він має бажання попрацювати разом, тому вдруге вирішила все переробити. |

В одному інтерв'ю Ауэрбах зазначив, що вони були не знайомі з творчістю один одного до зустрічі в клубі, хоча в січні 2012 року The Black Keys негативно назвав виступ Дель Рей провальним на SNL. Проте після їхнього знайомства Ден Ауэрбах говорив про Лану наступне:
|  | Досвід роботи з Ланою довів мені, що вся критика на її адресу є безпідставною: її пісні хороші, вона — серйозний і впевнений у собі музикант. Вона записала весь «Ultraviolence» наживо, з портативним мікрофоном та групою із семи людей… Хто зараз робить так само? Ніхто. За десятиліття не було жодного записаного наживо поп-альбому, який би очолював світові чарти. |

Через п'ять днів після ночі у клубі Лана Дель Рей полетіла до Нашвіллу. Вона зупинилася в будинку Magnolia готельного комплексу Rockhaven Cabin. Коли виконавиця представила альбом Ауербаху, той назвав звучання як класичний рок. Перезапис платівки розтягнувся на два тижні, за іншими даними — на шість, замість запланованих трьох днів. Лана співала в мікрофон Shure SM58 в одній кімнаті з сімома музикантами з Брукліна. Хоча Ауербах докорінно змінив звучання альбому, він заперечував значущість свого внеску та наголошував, що Ланині демо-версії були хороші, а тексти — сильні, тому Ден не хотів щось зіпсувати. Він намагався піднести до звучання «щось своє» і додав «каліфорнійський настрій». Часом у Дель Рей та Ауербаха виникали творчі розбіжності. Дель Рей була згадувала, що у нього була своя думка на все, що він досить запальний і іноді категорично відмовлявся робити те, що вона просила, але це лише зблизило нас. Ауербах відзначав напружену атмосферу з Ланою, адже вона хотіла спробувати все й одразу, і до того ж вона зовсім не знала музикантів, з якими записувалася — одного з барабанщиків вона навіть звільнила на другий день роботи. Дель Рей та Ауербах експериментували, зустрічалися з різними творчими людьми та завершували вечори «божевільними танцями» під готовий матеріал. Бувало, що вони кликали до студії звичайних пересічних чи зустрінутих у місцевому магазині знайомих; серед них - акторка Джульєтт Льюїс.

### Стиль
Пісні платівки Ultraviolence відзначилися зі зміною музичного стилю Дель Рей. Хоч і звучання зберегло похмурість та «кінематографічність», але співачка ніби відмовилася від максималістського хіп-хопу та інді-поп її попередніх робіт — Born to Die та Paradise. Альбом витриманий і притаманний різним інді-стилям, таким як психоделічний рок, який напрямлений на такі жанри як дрим-поп, бароко-поп та блюз. У записі використовувалися в основному електрогітара та дванадцятиструнна гітара, ударні, мелотрон. Музичні критики тепло прийняли Ultraviolence та особливо відзначили вокал співачки, а також вплив Ауербаха, що надав платівці стилю року кінця 1950—1960-х. У текстах альбому, який Марк Річардсон із Pitchfork назвав концептуальним, присутні переважно ті ж теми, що і в Born to Die — любов та юність, зрада у стосунках, значення грошей у житті, сексуальність, психотропні речовини. Чимало рецензентів звернули увагу на еволюцію музичного стилю Дель Рей після Born to Die. Однак, співачку звинуватили у романтизації домашнього насилля і токсичних стосунків, поставивши під сумнів її ставлення до фемінізму. Найчастіше предметом суперечок ставала головна пісня, зокрема рядок «Він ударив мене, і це було немов поцілунок», запозичена з композиції «He Hit Me (And It Felt Like a Kiss)» групи The Crystals. Тим не менш, платівка фігурувала в багатьох списках найкращих альбомів року.

### Просування та рейтинг
Лейбл Interscope погрожував не випустити альбом, «поки не почує хоч якісь результати». Так само вони відмовлялися виділяти бюджет на перезапис. Дель Рей і Ауербах відправили їм кілька демо-версій пісень, після прослуховування керівництво лейблу розлютилося, в тому числі і через якість даних. Вони влаштували музикантам зустріч із продюсером Полом Епуортом, відомим у роботах з Адель. Він захопився альбомом і сказав, що не став би нічого змінювати, а представник з Interscope погодився з ним. До березня 2014 року Ultraviolence було закінчено. Запис проходив у таких студіях: Easy Eye (Нашвілл, Теннессі), Electric Lady (Нью-Йорк), Echo Studios, The Green Building (Лос-Анджелес, Каліфорнія), The Bridge Recording (Глендейл, Каліфорнія) та The Church Studios (Лондон, Великобританія).
Ultraviolence мав глобальний комерційний успіх, очоливши чарти п'ятнадцяти країн, включаючи Австралію, Канаду та Велику Британію. За тиждень після релізу в усьому світі було продано понад 800 тисяч копій платівки; крім того, альбом став першою роботою Дель Рей, яка очолила американський альбомний чарт Billboard 200. За підсумками року він зайняв четверте місце в рейтингу найпопулярніших альбомів жінок-виконавиць у США, поступившись релізам Бейонсе, Тейлор Свіфт і Барбри Стрейзанд. Платівці передували чотири сингли: «West Coast», «Shades of Cool», «Ultraviolence» та «Brooklyn Baby».
Про новий альбом чутки з'явилися ще в лютому 2013 року, коли співачка опублікувала запис в «Twitter». Вона згадала, що одна з пісень нового альбому буде називатися «Black Beauty»:
|  | Він трохи більше спрощений, але все ще кінематографічний і похмурий. Я працювала над ним дійсно повільно, але результатом задоволена. Я записувалася в Санта-Моніці і знаю, яке звучання запису. Тепер я лише повинна все закінчити. Що стосується музики, я працювала з тими ж трьома хлопцями (Даніель Хіт, Баррі Джеймс О'Ніл, Лу Рід). |

У липні того ж року з'явилася демозапис пісні «Black Beauty», яка входить у новий альбом. У серпні з'являється повна версія пісні. У жовтні 2013 Лана Дель Рей розповідає, що новий альбом з'явиться в 2014 році. Вона прокоментувала це:
|  | Коли люди запитують мене про нього, я просто повинна бути чесна — я дійсно не знаю … Я не хочу сказати: „Так, безумовно, — наступний краще, ніж цей“, тому що я дійсно не чую наступного. Моя муза дуже мінлива. Вона приходить до мене лише зрідка, що докучає». |

20 лютого 2014 Лана Дель Рей опублікувала запис і фотографію Дена Ауербаха в сервісі «Twitter»:
|  | Я і Ден Ауербах раді представити вам «Ultraviolence»! |

Лана Дель Рей почала перезаписувати треки в січні 2014 року.
Станом на березень 2014 року платівка була закінчена та в онлайн-магазині iTunes Store з'явилися дві версії: «Для будь-якого віку (чиста версія)» і «18+». У магазині iTunes Store було представлене передзамовлення альбому.

## Обкладинка

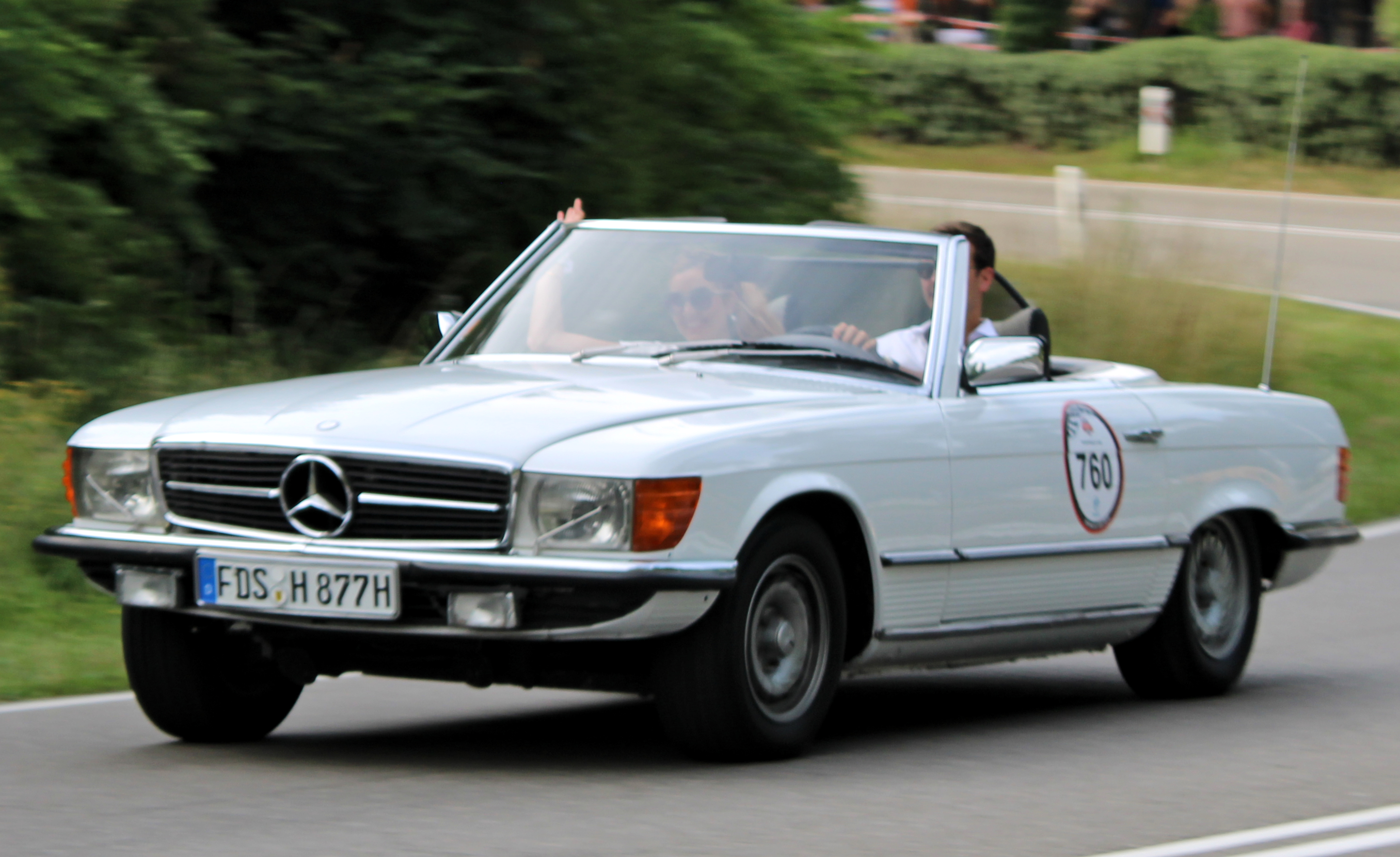
Модель машини Mercedes-Benz R107 (380 SL) 1981 року, яка є на обкладинці альбому

Обкладинка альбому Ultraviolence представлена в чорно-білому кольорі, де внизу зображення є власне назва альбому з гарнітурою шрифту Born to Die. На обкладинці платівки виконавиця зображена, ніби виходить з машини з боку місця водія. Вона тримається руками за верх дверей автомобіля, який належить Лані, Mercedes-Benz 380SL 1981 року, і дивиться прямо в камеру і наче «чимось збентежена». На ній — біла футболка, через яку просвічується того ж кольору й бюстгальтер.

## Сингли з альбому
14 квітня 2014 року вийшов перший сингл з альбому, пісня «West Coast». Це меланхолійна пісня про кохання, а саме про жінку, що розривається між коханням та амбіціями. Пісня також була присвячена західному узбережжю Сполучених Штатів. Вона була спродюсована Деном Ауербахом з Black Keys. Деякі критики вважають, що вона нагадує «We Can Work It Out» (1965) групи Beatles.
Другим синглом стала пісня «Shades of Cool». Вона вийшла 26 травня 2014 року на Interscope Records. Лірично сингл розповідає про «невиправного» чоловіка. Трек отримав загальне визнання музичних критиків, які високо оцінили його музичний стиль.
Третім синглом є «Ultraviolence». За словами Бренни Ерліх з MTV News, «Ultraviolence» розповідає історію «типових романтичних стосунків Лани Дель Рей: розбитих, невдалих і болючих». Приспів пісні містить посилання на сингл The Crystals 1962 року «He Hit Me (It Felt Like a Kiss)».
Пісня «Brooklyn Baby» вийшла 8 червня 2014 року Polydor Records і Interscope Records як четвертий сингл з Ultraviolence. Ліричний зміст пісні вирізняється сатиричними елементами, зв'язаними з нью-йоркською хіпстерською субкультурою.

## Список композицій
Усього в альбомі 16 пісень, з яких 15 написані самою Ланою спільно з іншими авторами. Останні чотири останні треки — з делюкс-версії альбому. У цю версію також входять: два компакт-диска та ексклюзивне видання.
Пісні з альбому Ultraviolence характеризуються на основі таких жанрів як психоделічний рок, дрим-поп, бароко-поп та софт-рок. Також в альбомі присутні й інші жанри музики, це блюз, який став елементом психоделік-року і дрим-попу; та серф-поп, який вплинув на пісні «West Coast» і «Florida Kilos».
| №   | Назва пісні                   | Автор                                         | Тривалість | Вийшла         | Жанр                                  | Продюсер     | Лейбли              |
| --- | ----------------------------- | --------------------------------------------- | ---------- | -------------- | ------------------------------------- | ------------ | ------------------- |
| 1.  | «Cruel World»                 | Del Rey, Blake Stranatha                      | 6:39       | 13 червня 2014 | Психоделічний рок                     | Ден Ауербах  | Interscope, Polydor |
| 2.  | «Ultraviolence»               | Del Rey, Daniel Heath                         | 4:11       | 4 червня 2014  | Психоделічний рок, Дрим-поп           | Ден Ауербах  | Interscope, Polydor |
| 3.  | «Shades of Cool»              | Del Rey, Rick Nowels                          | 5:42       | 26 травня 2014 | Психоделічний рок, Бароко-поп, Блюз   | Ден Ауербах  | Interscope, Polydor |
| 4.  | «Brooklyn Baby»               | Del Rey, Barrie O'Neill                       | 5:51       | 8 червня 2014  | Дрим-поп                              | Ден Ауербах  | Interscope, Polydor |
| 5.  | «West Coast»                  | Del Rey, Nowels                               | 4:16       | 14 квітня 2014 | Психоделічний рок, Серф-поп, Дрим-поп | Ден Ауербах  | Interscope, Polydor |
| 6.  | «Sad Girl»                    | Del Rey, Nowels                               | 5:17       | 13 червня 2014 | Психоделічний рок, Бароко-поп, Блюз   | Ден Ауербах  | Interscope, Polydor |
| 7.  | «Pretty When You Cry»         | Del Rey, Stranathan                           | 3:54       | 13 червня 2014 | Психоделічний рок, Дрим-поп, Блюз     | Ден Ауербах  | Interscope, Polydor |
| 8.  | «Money Power Glory»           | Del Rey, Greg Kurstin                         | 4:30       | 13 червня 2014 | Психоделічний рок, Блюз               | Грег Керстін | Interscope, Polydor |
| 9.  | «Fucked My Way Up to the Top» | Del Rey, Heath                                | 3:32       | 13 червня 2014 | Дрим-поп                              | Ден Ауербах  | Interscope, Polydor |
| 10. | «Old Money»                   | Del Rey, Heath, Nino Rota, Robbie Fitzsimmons | 4:31       | 13 червня 2014 | Дрим-поп, Бароко-поп                  | Ден Хіт      | Interscope, Polydor |
| 11. | «The Other Woman»             | Jessie Mae Robinson                           | 3:01       | 13 червня 2014 | Джаз-блюз, Дрим-поп                   | Ден Ауербах  | Interscope, Polydor |
| 12. | «Is This Happiness»           | Del Rey                                       | 3:45       | 13 червня 2014 | Дрим-поп, Бароко-поп                  | Ден Ауербах  | Interscope, Polydor |
| 13. | «Black Beauty»                | Del Rey, Nowels                               | 5:14       | 15 грудня 2014 | Психоделічний рок, Софт-рок           | Ден Ауербах  | Interscope, Polydor |
| 14. | «Guns and Roses»              | Del Rey, Nowels                               | 4:30       | 13 червня 2014 | Психоделічний рок                     | Ден Ауербах  | Interscope, Polydor |
| 15. | «Florida Kilos»               | Del Rey, Dan Auerbach, Harmony Korine         | 4:14       | 13 червня 2014 | Дрим-поп, Серф-поп                    | Ден Ауербах  | Interscope, Polydor |
| 16. | «Flipside»                    | Del Rey                                       | 5:17       | 13 червня 2014 | Психоделічний рок, Дрим-поп           | Ден Ауербах  | Interscope, Polydor |

## Відеокліпи
6 травня 2014 року відеокліп на пісню «West Coast» виклали на каналі Vevo і LanaDelReyVevo . Відеокліп виконаний в чорно-білому форматі. Всього за кілька годин кліп набрав більше 2 млн переглядів.
17 червня 2014 року на YouTube вийшов відеокліп на пісню «Shades of Cool». Кліп набрав більше 33 млн переглядів і понад 240 тисяч лайків. Режисером відеокліпу став Франческо Каррозіні.
Відеокліп на сингл «Ultraviolence» знятий повністю на iPhone і вийшов 1 серпня 2014 року. У відеокліпі показується Дель Рей, що одягнена в білу весільну сукню з вуаллю тримає букет квітів в руках, бродить та співає пісню на камеру, потім в кінці кліпі вона вступає до церкви. Відео зняв Франческо Каррозіні в Портофіні (Італія), і в церкві, яка знаходиться в Сан-Себастіано (Італія).

## Реакція і критика
Критики наголошували вплив творчості Ніни Симон на звучання, а згадку в заголовному треку «Ultraviolence» деякого «Джима» відносили до Джима Моррісона.
Шанувальники і критики за випущеними синглами помітили, що нове звучання американської співачки змістився у бік рок-музики. Альбом отримав переважно позитивні відгуки критиків. Найвищу оцінку альбому дав Entertainment Weekly. Також музичні критики пов'язали зміну стилю з переїздом Лани з Нью-Йорка на Східному узбережжі до Лос-Анджелеса на Західному та з її бажанням стати частиною спільноти інді-музикантів, бути на одній хвилі з Arctic Monkeys, The Last Shadow Puppets, Father John Misty та іншими.
Згідно Metacritic, який складає рейтинг за стобальною системою на основі відгуків популярних критиків, альбом нині[коли?] має 81/100 балів, оснований на шести рецензіях, що означає «загальне визнання». Алексіс Петрідіс пише: «Кожен приспів прекрасно складний, мелодії красиві своєю плавністю, вони неначе парять, демонструючи впевненість Лани Дель Рей у своєму вокалі. Все зроблено настільки добре, що той факт, що весь альбом розвивається в єдиному неспішному, сонному темпі, анітрохи не псує всієї картини». Кайл Андерсон з Entertainment Weekly підкреслив естетичну сторону нової платівки Лани Дель Рей, заявивши:
|  | Кубрик полюбив би Дель Рей — максимально стилізовану мегеру, що романтизує фаталізм до майже порнографічних рівнів, створюючи занепадницького настрій мелодрами в стилі нуар. Це естетика, що вимагає повної віддачі як з боку виконавця, так і з боку слухача; було б дуже важко перейнятися платівкою, якби вона не створювала атмосферу настільки добре здійсненого кіно. |

Він також додав, що «Ultraviolence», майстерно об'єднаний цими елементами, є одкровенням співачки після альбому «Born to Die» (укр. «Народжені, щоб померти»), що обрушила на себе шквал критики, і стає повчальною історією музичної індустрії. Тоні Клейтон-Лея з The Irish Times зазначив, що, очевидно, ким би вона не була і що б не робила в своєму жанрі, Лана Дель Рей робить це краще за всіх. Джим Фарбер з New York Daily News пише:
|  | У кінцевому рахунку, вона — втілення класичної чоловічої фантазії про сумну Мерилін Монро, малятка в тяжкому становищі, яка може бути врятована лише вами — і вашими доларами. |

Критик Джеймі Гамільтон з журналу DIY позитивно відгукується про альбом, відзначаючи, що більшість пісень в «Ultraviolence» об'єднані блюзовим, немов туманним, звучанням. Джастін Черетів з Complex Magazine зазначив, що «Ultraviolence» має блюзове звучання, таємниче і сміливе, немов з вінтажної Бонд-саги. Критик також схарактеризував альбом як «інтимний», «немов ти ведеш машину в стані сп'яніння». Майк Дайвер для Clash Music пише:
|  | «Ultraviolence» не складається в повну картину. Він, скоріше, є відображенням, можливо і випадковим, чорно-білої епохи, коли кольори проявляються під час виступу, а не на відзнятої плівці. |

## Учасники альбому

### Основні
- Лана Дель Рей — вокал, бек-вокал (пісні 2, 5)
- Ден Ауербах[en] — продюсер, бек-вокал (14 пісень)
- Сет Кауфман — бек-вокал (пісні 4, 14)
- Альфреда Маккрері Лі — бек-вокал (пісня 2)
- Енн Маккрері — бек-вокал (пісня 2)
- Реджина Маккрэри — бек-вокал (пісня 2)

### Інструменти
- Ден Ауербах[en] — хлопки (пісня 1); електрогітара (пісні 1, 2, 3, 4, 5, 6, 9, 14); шейкер, 12-струнна акустична гітара (пісня 5); синтезатор (пісні 5, 6, 11, 14)
- Коллін Дюпюї — драм-машина (пісні 2, 3, 9, 14); синтезатор (пісня 6)
- Брайан Гріффін — барабани (пісні 6, 13)
- Ед Харкорт — фортепіано (пісня 12)
- Том Герберт — бас-гітара (пісня 12)
- Сет Кауфман — синтезатор, хлопки (пісня 1); електрогітара (пісні 2, 4, 6, 9); Omnichord (пісня 3); ударні музичні інструменти (пісня 4)
- Микола Торп Ларсен — орган, меллотрон (пісня 12)
- Леон Міхаелс — хлопки (пісня 1); синтезатор (пісні 1, 2, 9, 11, 14); фортепіано (пісні 2, 9); меллотрон (пісні 1, 2, 3, 4, 6, 9, 11, 14); бубон, ударні музичні інструменти, тенор-саксофон (пісні 4, 11)
- Нік Мовшон — хлопки (пісня 1); бас-гітара (пісні 1, 2, 3, 5, 9); контрабас (пісня 4); барабани (пісні 4, 5, 6, 11, 14)
- Рик Невелс — фортепіано (пісня 12)
- Русь Паль — педалі-стіл-гітара (пісні 1, 2, 4, 9, 11); електрогітара (пісні 3, 14); акустична гітара (пісні 4, 6)
- Блейк Стренетен — гітара (пісні 7, 13)
- Пабло Тато — гітара (пісня 12)
- Лев Тейлор — барабани (пісня 12)
- Кенні Воган — електрогітара (пісні 1, 2, 3, 9, 11); акустична гітара (пісня 4); синтезатор, меллотрон (пісня 6)
- Максиміліан Веіссенфелт — хлопки (пісня 1); барабани (пісні 1, 2, 3, 4, 5, 9)

### Продакшн
- Ден Ауербах[en] — продакшн (пісні 1, 2, 3, 4, 5, 6, 9, 11, 14); зведення (пісні 2, 14)
- Джуліан Берг — звукорежисер (пісня 8)
- Вира Байрамджі — молодший інженер звукозапису (пісня 13)
- Джон Девіс — мастеринг (всі пісні)
- Лана Дель Рей — продакшн (пісні 7, 13)
- Коллін Дюпюї — звукорежисер (пісні 1, 2, 3, 4, 5, 6, 9, 11, 14); зведення (пісні 2, 14)
- Пол Епворт — продакшн (пісня 12)
- Чи Фостер — продакшн (пісні 7, 13)
- Мілтон Гутьєррес — звукорежисер (пісня 10)
- Даніель Хіт — звукорежисер, аранжування (пісня 10)
- Філ Джолі — звукорежисер (пісня 7); відслідковує інженер звукозапису, зведення (пісня 13)
- Грег Кёрстін — продакшн, мікшування (пісня 8)
- Ніл Круг — фотограф
- Мат Мейтленд — дизайн
- Метью McGaughey — оркестровка (пісня 10)
- Кірон Мензіс — звукорежисер (пісні 6, 12)
- Рик Новелс — продакшн вокалу (пісні 6, 12); продакшн (пісня 13)
- Алекс Паско — звукорежисер (пісня 8)
- Роберт Ортон — зведення (пісні 1, 3, 4, 6, 7, 9, 10, 11, 12)
- Мени Софія — додатковий фотограф
- Блейк Стренетен — продакшн (пісня 6)
- Метт Віггінс — звукорежисер (пісня 12)
- Енді Зізакіс — молодший інженер звукозапису (пісня 10)

## Чарти
Альбом дебютував на першому місці американського хіт-параду Billboard 200 з тиражем 182 000 копій, ставши першим в кар'єрі співачки лідером чарту в США, Австралії, Бельгії, Канаді, Фінляндії, Польщі, Великій Британії.